# Limbury
Limbury – dzielnica w Anglii, w Bedfordshire, w dystrykcie (unitary authority) Luton. W 2011 miejscowość liczyła 7904 mieszkańców.